# Svanningetalen
Svanningetalen blev afholdt onsdag den 4. august 1965 af Venstres leder Poul Hartling, der havde overtaget posten efter den navnkundige Erik Eriksens afgang sidst i maj samme år.
Talen blev holdt i Svanninge Sognegård på Fyn, heraf navnet. I talen friede Hartling til Det radikale Venstre, som ellers havde været Socialdemokratiets traditionelle regeringssamarbejdspartner. 
Der var i 1963 med statsminister Jens Otto Krags såkaldte "helhedsløsning" opstået en sprække imellem Socialdemokratiet og Det radikale Venstre, og denne sprække udnyttede Hartling i Svanninge Bakker til at invitere De Radikale til et nærmere samarbejde. Han mente, at de delte de samme liberale værdier. 
Talen blev i radikale kredse først modtaget med forbehold, men efter valget 23. januar 1968, hvor De Radikale gik klart frem, opstod der en situation, hvor partiet kunne vælge imellem at gå den traditionelle vej med et svækket Socialdemokrati som regeringspartner eller at søge nye veje med Venstre og Konservative. 
Der indledtes da sonderinger/forhandlinger imellem Venstre, Konservative og Radikale. Poul Hartling havde forestillet sig selv som statsminister i en borgerlig regering, men han blev her udmanøvreret af De Konservatives leder, Poul Sørensen, der pegede på den radikale leder Hilmar Baunsgaard. Hartling måtte da bide i det sure æble og nøjes med posten som udenrigsminister.
Svanningetalen fra 1965 blev således fundamentet for VKR-regeringen fra januar 1968 til september 1971.
 Der er for få eller ingen kildehenvisninger i denne artikel, hvilket er et problem. Du kan hjælpe ved at angive troværdige kilder til de påstande, som fremføres i artiklen.